# 한거자
한거자(韓莒子, ? ~ 200년)는 중국 후한 말의 무장이다.

## 생애
원소(袁紹)를 섬겼다.
200년 관도 대전에서 원소가 조조(曹操)와 싸울 때, 순우경의 장수로 오소에 주둔했다. 이때 조조는 항복해온 허유(許攸)의 말을 듣고 원소군의 군량이 쌓여 있던 오소(烏巢)를 공격했다.
이때 원소군의 기독(騎督)이었던 한거자는 조조군의 공격으로 전사했다.

## 한순
조일청(趙一淸)은 한거자와 한순(韓𦳣)을 동일인물이라고 추측하였으나, 정확한 근거는 없다.

## 《삼국지연의》 속 한거자
《삼국지연의》에서는 순우경의 부장으로서 등장한다. 그러나 그는 위의 기록과 같이 조조의 공격으로 전사하였다.

## 같이 보기
- 관도 대전